# Folkrádió
A Folkrádió egy internetes közösségi rádió és portál. Kizárólag népzenét sugároz. A hozzá tartozó weboldalon elsősorban a táncházas közösségnek adnak tartalmakat: eseménynaptárt, dalszövegoldalt, sajtófigyelőt, mobilalkalmazásokat és sok egyéb szolgáltatást. Több ezer regisztrált felhasználója van, akik bővíthetik a naptár és a galéria adatbázisát saját eseményeikkel és képeikkel.

## Története
2001-ben Káplár Tamás és Kemecsei Gábor létrehozott egy dalszövegoldalt nepdal.hu néven. Majd egy év múlva elindítottak egy népzenei csatornát az akkor indult VilágRádió szolgáltatás rendszerén. A rádió adása 2002. március 15-én indult el Debrecenből. A rádió és internetportál fenntartása érdekében Káplár Tamás, Tamás Kata és Kemecsei Gábor megalapította a Folkrádió Közhasznú Alapítványt. 2004-ben az alapítvány együttműködési megállapodást kötött a Hagyományok Házával. 2005-ben a Folkrádió tagja lett a Szabad Rádiók Magyarországi Szervezetének. 2014-ben szervezeti változás történt. Azóta az alapítvány kuratóriumának a tagjai: Káplár Tamás (elnök), Kemecsei Gábor (kuratóriumi tag), Boskó András (kuratóriumi tag).
A munkát a kuratóriumi tagokon kívül kezdetektől önkéntesek is segítik. Az alapítvány pályázatokból és adományokból tartja fent magát. Fizetett alkalmazottja sosem volt. A honlapot és az alkalmazásokat körülbelül 70%-ban látogatják Magyarországról, 20%-ban a szomszédos országokból és 10%-ban a világ egyéb tájairól.
2023-ban az alapítvány neve megváltozott, Folkrádió Alapítvány lett az új neve. 2024 júliusától a Folkrádiót átvette a Hagyományok Háza.

## Céljai

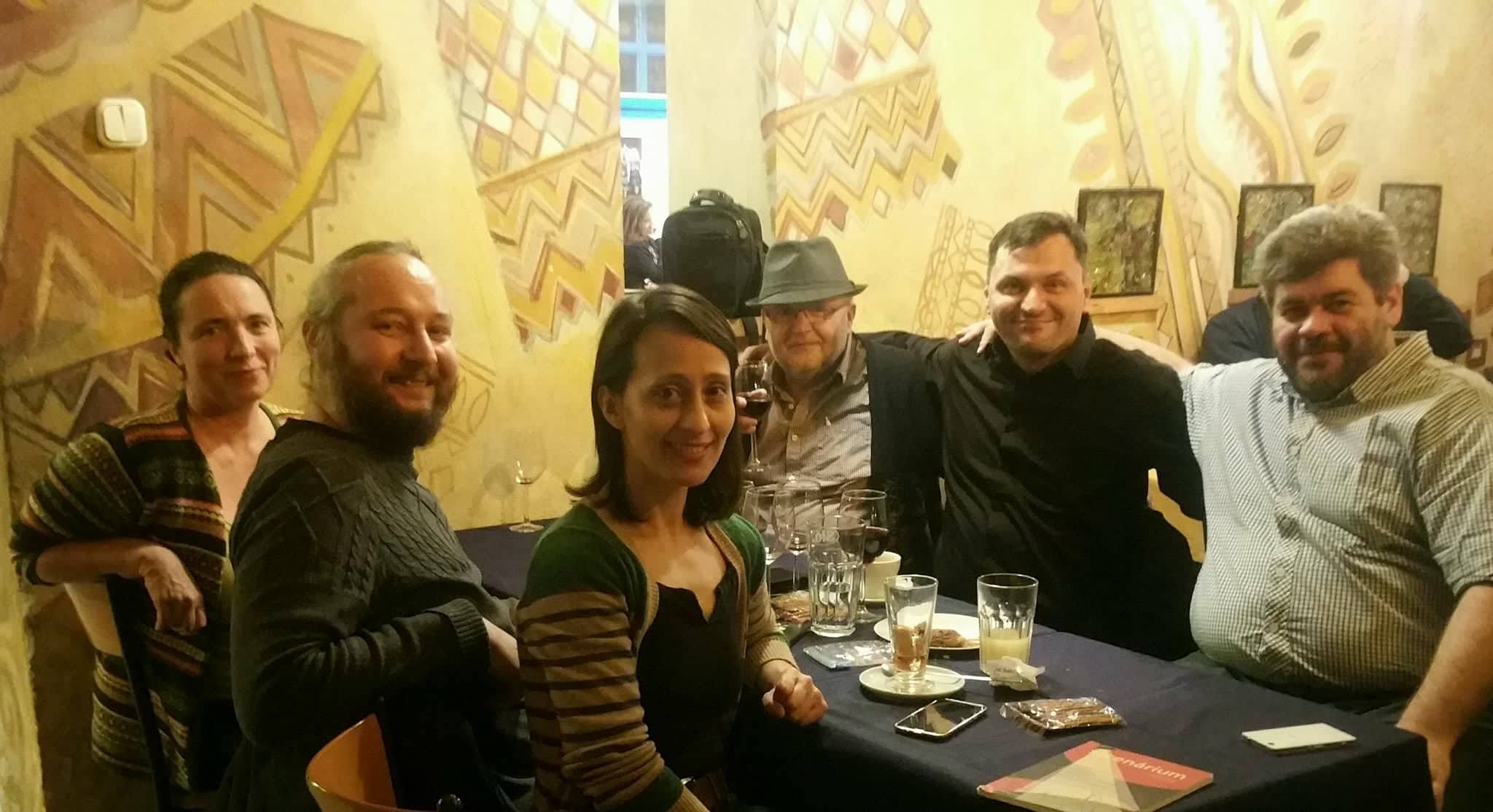
Folkrádiósok egy része a Fonó Budai Zeneházban

- A magyar nyelvterület népi hagyományainak, népzenéjének, néptáncainak megismertetése.
- Népdalszövegek digitalizálása, rendszerezése és közzététele.
- Nyilvánosan nehezen hozzáférhető zenei anyagok bemutatása.
- Népzenei együttesek, előadók számára megszólalási lehetőség biztosítása.
- Új kisközösségek önszerveződésének elősegítése a folklórkedvelők körében.

## Műsorszerkezet
A hét minden napján, napi 24 órában szól a rádió, melynek műsora a magyar nyelvterület autentikus népzenéiből válogat. Főleg magyar népzenét játszik, de a Kárpát-medencében élő nemzetiségek népzenéje is teret kap. Az elhangzó zeneszámokról a műsorújság részletes információt nyújt. A műsorújságban és médiatárban megtalálható a zeneszámok műfaja, származási helye, előadója, gyűjtési adatai, szövege, valamint a forrásul szolgáló lemez adatai. A rádió körülbelül fele-fele arányban ad eredeti, gyűjtésből származó felvételeket és a táncházmozgalom előadóinak „revival” felvételeit. 

## Eseménynaptár
A Folknaptárban több 10 ezer folklóresemény adatai találhatók meg 2002 óta. Az adatbázist minden regisztrált felhasználó bővítheti. A Folknaptárban különböző keresési feltételekkel lehet keresni ilyen típusú eseményeket:
- táncház
- gyerekprogram
- folkkocsma
- tábor
- tanfolyam
- fesztivál
- stb.

## Dalszövegtár

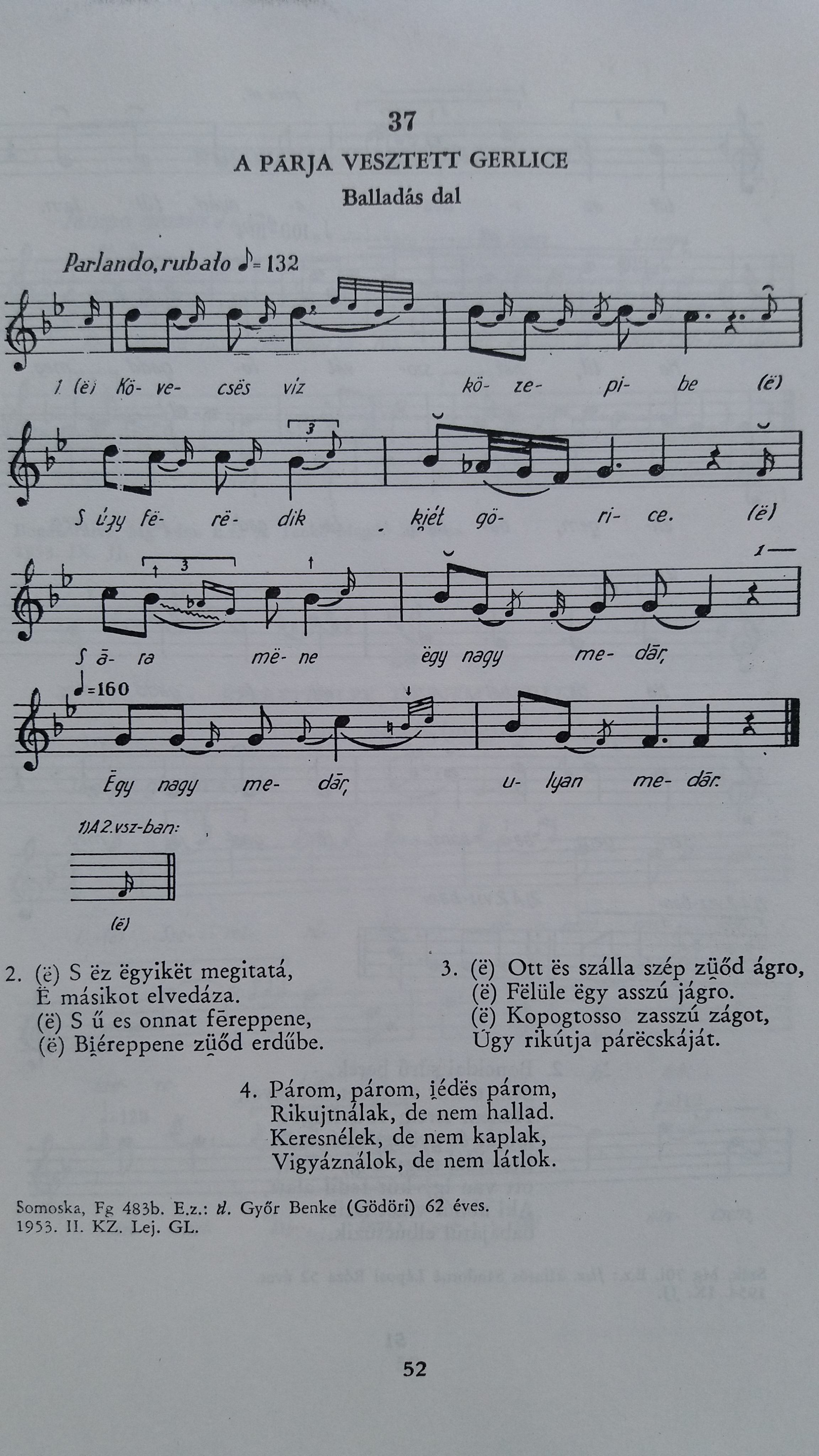
Balladás dal: A párja vesztett gerlice

Népdalszövegek gyűjteménye. Az adatbázisban több ezer népdal szövege érhető el, kísérő adatokkal, kereshető módon.

## Folkszemle
Ismeretterjesztő folyóirat, mely 2008-ban indult. Sokszáz oldalnyi multimédiás összeállítás, népzenével, néptánccal kapcsolatos hosszabb tanulmányok és rövidebb cikkek tárhelye.

## Idézetek
Néphagyománnyal, népzenével és néptánccal kapcsolatos idézetek gyűjteménye.

## Kvíz
Néphagyománnyal, népzenével és néptánccal kapcsolatos játékos kvíz három választható szinttel, képeket, hangokat és videókat is tartalmazó kérdésekkel.

## Sajtófigyelő
Népművészeti témájú sajtófigyelő oldal a Tallózó, melyben 2003 óta gyűlnek témába vágó cikkek, hírek. Több ezer írás elérhető és kereshető itt.

## Képgaléria
A Galériában több mint ezer népzenével és néptánccal kapcsolatos fotósorozat szerepel kereshető adatbázisban. Az adatbázist minden regisztrált felhasználó bővítheti.

## Fórum
Fórumot ad kérdéseknek, segítségkérésnek és segítségnyújtásnak. 

## Alkalmazások
- Android alkalmazás[13] (közzétéve 2015-ben), mellyel Android-os okostelefonon és táblagépen is hallgatható a Folkrádió és követhető a műsorújság. Elérhető továbbá a sajtófigyelő, az eseménynaptár, valamint a képgaléria.
- iOS alkalmazás[14] (közzétéve 2019-ben), mellyel iPhone okostelefonon és iPad-on hallgatható a Folkrádió és követhető a műsorújság. Elérhető továbbá a sajtófigyelő, az eseménynaptár, valamint a képgaléria.

## Közösségi oldalak
- a Folkrádió Facebook-oldala
- a Folkrádió Instagram-oldala
- a Folkrádió Twitter-oldala
- a Folkrádió Pinterest-oldala